# ويليام يونغ (محامي)
ويليام يونغ (بالإنجليزية: William Young)‏ هو قاضي ومحامي نيوزيلندي، ولد في 14 أبريل 1952.